# Zarrukh Adashev
Zarrukh Adashev ( Samarcanda, Uzbekistán; 29 de julio de 1992) es un kickboxer y artista marcial mixto uzbeko. Actualmente forma parte de la división de peso mosca de Ultimate Fighting Championship.

## Carrera como kickboxer
En 2013 comenzó su carrera profesional en kick boxing y MMA. Su récord profesional en kick boxing es de 16-3-0.
En 2012, quedó segundo en la categoría de menos de 75 kg en el campeonato mundial de la WKA. Pesó 59 kg pero luchó en 75 kg.

## Carrera como artista marcial mixto

### Ultimate Fighting Championship
Se enfrentó a Tyson Nam, en sustitución de Ryan Benoit el 13 de junio de 2020 en UFC on ESPN: Eye vs. Calvillo. En el pesaje del 12 de junio, no alcanzó el peso, pesando 138.5 libras, 2.5 libras por encima del límite de peso gallo de 136 libras. El combate se celebró como un peso acordado y fue multado con el 20% de su bolsa. Perdió el combate por nocaut en el primer asalto.
Estaba programado para enfrentarse a Jeff Molina el 14 de noviembre de 2020 en UFC Fight Night: Felder vs. dos Anjos, pero finalmente fue reprogramado para UFC Fight Night: Blaydes vs. Lewis. Una vez más, Molina se retiró del evento a finales de diciembre de 2020, y fue sustituido por Su Mudaerji el 20 de enero de 2021 en UFC on ESPN: Chiesa vs. Magny. Perdió el combate por decisión unánime.
Estaba programado para enfrentarse a Ryan Benoit el 8 de mayo de 2021 en UFC on ESPN: Rodriguez vs. Waterson. En el pesaje, Benoit pesó 129 libras, tres libras por encima del límite de combate de peso mosca sin título. Su combate con Adashev fue cancelado por la Comisión Atlética del Estado de Nevada por motivos de salud.
Estaba programado para enfrentarse a Juancamilo Ronderos el 31 de julio de 2021 en UFC on ESPN: Hall vs. Strickland. Sin embargo, Ronderos fue retirado del evento por una razón no revelada y se volvió a reservar a Ryan Benoit para luchar contra Adashev el 31 de julio de 2021 en UFC on ESPN: Hall vs. Strickland. Ganó el combate por decisión unánime.
Estaba programado para enfrentarse a Kleydson Rodrigues el 15 de enero de 2022 en UFC on ESPN: Kattar vs. Chikadze. Sin embargo, a principios de enero de 2022, se informó que el combate se canceló ya que Rodrigues dio positivo por influenza (H3N2) y Adashev sufrió una lesión.
Se enfrentó a Ode' Osbourne el 4 de junio de 2022 en UFC Fight Night: Volkov vs. Rozenstruik. Perdió el combate por TKO en el primer asalto.

## Campeonatos y logros
Hand to Hand Combat
- 2010 - Campeón de Asia en Qarshi
- 2011 - Campeón Internacional
- 2011 - Campeón Internacional
- 2012 - Medalla de plata en los campeonatos mundiales de la WKA en Orlando, Florida[2][3]
- 2013 - Campeón Mundial de K-1 de la WKU

## Récord en artes marciales mixtas
| Resultado | Récord | Oponente         | Método                                 | Evento                                  | Fecha                 | Ronda | Tiempo | Localización                | Notas                                                             |
| --------- | ------ | ---------------- | -------------------------------------- | --------------------------------------- | --------------------- | ----- | ------ | --------------------------- | ----------------------------------------------------------------- |
| Derrota   | 4-4    | Ode' Osbourne    | KO (puñetazos)                         | UFC Fight Night: Volkov vs. Rozenstruik | 4 de junio de 2022    | 1     | 1:01   | Las Vegas, Nevada           |                                                                   |
| Victoria  | 4-3    | Ryan Benoit      | Decisión (unánime)                     | UFC on ESPN: Hall vs. Strickland        | 31 de julio de 2021   | 3     | 5:00   | Las Vegas, Nevada           |                                                                   |
| Derrota   | 3-3    | Su Mudaerji      | Decisión (unánime)                     | UFC on ESPN: Chiesa vs. Magny           | 20 de enero de 2021   | 3     | 5:00   | Abu Dhabi                   |                                                                   |
| Derrota   | 3-2    | Tyson Nam        | KO (puñetazo)                          | UFC on ESPN: Eye vs. Calvillo           | 13 de junio de 2020   | 1     | 0:32   | Las Vegas, Nevada           | Combate de peso gallo; Adashev no alcanzó el peso (138.5 libras). |
| Victoria  | 3-1    | Tevin Dyce       | TKO (puñetazos)                        | Bellator 232                            | 26 de octubre de 2019 | 2     | 1:39   | Uncasville, Connecticut     |                                                                   |
| Victoria  | 2-1    | Ron Leon         | Decisión (unánime)                     | Bellator 215                            | 15 de febrero de 2019 | 3     | 5:00   | Uncasville, Connecticut     | Defendió el Campeonato de Peso Pesado TKO.                        |
| Victoria  | 1-1    | Christian Medina | TKO (puñetazos)                        | Bellator 208                            | 29 de julio de 2018   | 1     | 1:08   | Long Island                 | Debut en el peso mosca.                                           |
| Derrota   | 0-1    | Cody Mooney      | Sumisión (estrangulamiento por detrás) | Ring of Combat 51                       | 5 de junio de 2015    | 1     | 3:41   | Atlantic City, Nueva Jersey | Debut en el peso gallo.                                           |